# Paul LePage
Paul Richard LePage (Lewiston, 9 ottobre 1948) è un politico statunitense, governatore repubblicano del Maine dal 2011 al 2019.